# Liber ad amicum
Liber ad amicum («Carta a un amigo») es una obra histórica de Bonizo de Sutri escrita durante la Querella de las investiduras. Considerada como una de las obras más conocidas e influyentes de Bonizo, Liber ad amicum narra la vida del papa Gregorio VII y las relaciones papal-imperiales desde la época de Constantino I hasta Gregorio. También detalla las historias individuales del movimiento patarene al que perteneció Bonizo y la Casa de Canossa.

## Historial de composición y publicación
Bonizo fue un clérigo italiano que se convirtió en obispo de Sutri en 1078. Como partidario patarene del papa Gregorio VII y sus reformas, Bonizo fue conducido al exilio tras la invasión de Italia por Enrique IV en la Querella de las investiduras. En algún momento entre finales de 1085 y principios de 1086, mientras se encontraba en la residencia de Matilde de Canossa y después de la muerte de Gregorio, Bonizo comenzó a escribir Liber ad amicum. Dado su título, probablemente pretendía que el texto circulara principalmente entre sus compañeros paterenos en Cremona, aunque algunos historiadores también lo han descrito como escrito específicamente para Matilde.
El texto sólo se conserva en un códice de mediados del siglo XII, probablemente procedente del sur de Alemania. Fue impreso por primera vez en 1763 en Augsburgo por Andreas Felix von Oefele.

## Contenido
Liber ad amicum es principalmente una biografía apologética del papa Gregorio VII. También se propone responder a dos preguntas que le planteó a Bonizo el amigo anónimo a quien va dirigido el texto, a saber: «¿Por qué en este tiempo de calamidad la Iglesia no es liberada?» y «¿Hay alguna justificación en las antiguas lecciones de los santos padres para que un cristiano en el pasado o en el presente luche por la verdad religiosa con armas militares?».
Basándose en su lectura del Libro del Génesis (específicamente los capítulos 21 y 26), Bonizo sostiene que los cristianos deben soportar humildemente la persecución de los no cristianos pero participar en la violencia física contra los herejes. Citando la vida de Constantino I como ejemplo, luego presenta el sufrimiento como un componente necesario de una vida cristiana.
Después de discutir brevemente sobre varios reyes y emperadores cristianos dignos de elogio, desde Constantino hasta Enrique III (el padre de Enrique IV), Bonizo acusa a Enrique IV de ser cómplice de la opresión de los patarenos y del asesinato de su líder, Erlembaldo, a quien Bonizo más tarde le compara con Judas Macabeo. Bonizo procede a enumerar algunos actos cristianos notables de violencia religiosa registrados en la Historiae Ecclesiasticae Tripartitae Epitome.
En opinión de Bonizo, la batalla de Civitate que el papa León IX había sancionado es el estándar contemporáneo de la guerra santa. Continúa elogiando la unidad entre los patarenos y los reformadores papales como Gregorio y Pedro Damián. Bonizo relata con gran detalle la continua oposición de Gregorio al matrimonio clerical y la simonía, mientras sostiene que Enrique es el único culpable del actual conflicto papal-imperial. También identifica al antipapa Honorio II, con quien Enrique se había alineado, como el «mal [que] se extenderá sobre todos los habitantes de la tierra» que fue profetizado por Jeremías. Finalmente, Bonizo refuta las afirmaciones del bando de Enrique de que Gregorio fue elegido ilegítimamente; que excomulgó injustificadamente a Enrique; y que era un falso profeta.

## Legado
Liber ad amicum ha sido descrito por los historiadores como una de las obras más conocidas e influyentes de Bonizo. Según I. S. Robinson, es «quizás la más conocida de las polémicas de la Querella de las investiduras» y «ha sido identificada como una contribución crucial al debate del siglo XI sobre la guerra santa». Giovanni Miccoli afirmó que «representa la única contribución historiográfica original de la cultura eclesiástica italiana del período de la reforma».

### Citas
1. ↑  Canning, 2014, p. 98.
2. ↑  Grant, 2016, p. 65.
3. 1 2 3  Dempsey, 2011, p. 395.
4. ↑  North, 2015, pp. 483–484.
5. 1 2  Robinson, 2004, p. 44.
6. ↑  Stroll, 2011, p. 12.
7. ↑  Dempsey, 2011, p. 396.
8. ↑  Robinson, 2004, pp. 49–50.
9. ↑  Robinson, 2004, p. 43.
10. ↑  Robinson, 2004, p. 63.
11. ↑  Robinson, 2004, p. 60.
12. 1 2 3  Dempsey, 2011, p. 404.
13. ↑  Dempsey, 2011, p. 406.
14. ↑  Althoff, 2019, pp. 181–182.
15. ↑  Dempsey, 2011, pp. 406–407.
16. 1 2  Dempsey, 2011, p. 408.
17. ↑  Dempsey, 2011, p. 414.
18. ↑  Dempsey, 2011, p. 410.
19. ↑  Dempsey, 2011, p. 411.
20. ↑  Dempsey, 2011, pp. 416–418.
21. ↑  Dempsey, 2011, p. 420.
22. ↑  Houghton, 2017, p. 288.
23. ↑  Dempsey, 2011, p. 421.
24. ↑  Robinson, 2004, pp. 61–63.
25. ↑  Robinson, 2004, p. 36.
26. ↑  D'Acunto, 2023, p. 99.

### Obras citadas
- Althoff, Gerd (2019). Rules and Rituals in Medieval Power Games: A German Perspective. Brill. ISBN 9789004415317.
- Canning, Joseph (2014). A History of Medieval Political Thought: 300–1450. Taylor & Francis. ISBN 9781136623356.
- D'Acunto, Nicolangelo (2023). «Deconstructing/Reconstructing Papal Reform».  En Steven Vanderputten, ed. Rethinking Reform in the Latin West, 10th to Early 12th Century. Brill. ISBN 9789004681088.
- Dempsey, John A. (2011). «Ideological Friendship In The Middle Ages: Bonizo of Sutri and His Liber Ad Amicum».  En Albrecht Classen; Marilyn Sandidge, eds. Friendship in the Middle Ages and Early Modern Age. De Gruyter. pp. 395-427. ISBN 9783110253979.
- Grant, Ken A. (2016). «Registering Rome: The Eternal City Through the Eyes of Pope Gregory VII».  En Leonard Michael Koff; Nancy van Deusen, eds. Time: Sense, Space, Structure. pp. 58-77. ISBN 9789004312319.
- Houghton, Robert (2017). «Italian Bishops and Warfare during the Investiture Contest: The Case of Parma».  En Radosław Kotecki; Jacek Maciejewski; John Ott, eds. Between Sword and Prayer: Warfare and Medieval Clergy in Cultural Perspective. Brill. pp. 274-302. ISBN 9789004353626.
- North, William L. (2015). «Bonsai of the consanguinities: cultivation and control of incest regulation in the works of Bonizo of Sutri». Early Medieval Europe 23 (4): 478-499. doi:10.1111/emed.12122.
- Robinson, I.S. (2004). The Papal Reform of the Eleventh Century: Lives of Pope Leo IX and Pope Gregory VII. Manchester University Press. ISBN 9780719038754.
- Stroll, Mary (2011). Popes and Antipopes: The Politics of Eleventh Century Church Reform. Brill. ISBN 9789004217010.

- Datos: Q123602586